# Scooby-Doo! Mystery Mayhem
Scooby-Doo! Mystery Mayhem  är ett datorspel baserat på Hanna-Barbera/Warner Bros. tecknade "Scooby-Doo". Spelet släpptes av Artificial Mind and Movement, THQ och Warner Bros. 2003 för Game Boy Advance. Den släpptes senare för PlayStation 2, GameCube och Xbox 2004.